# Резолюция 2758 на Общото събрание на ООН
Резолюция 2758, приета от Общото събрание на ООН на 25 октомври 1971 г., признава представителите на правителството на Народна република Китай като единствени легитимни представители на Китай в Обединените нации и че Народна република Китай е един от 5-те постоянни членове на Съвета за сигурност на ООН.
С тази резолюция Общото събрание решава да изгони представителите на Чан Кайшъ от местата, които са заемали незаконно в Обединените нации и във всички организации, свързани с нея.